# NFL Fever
NFL Fever foi uma série de jogos eletrônicos de futebol americano publicada e desenvolvida pela Microsoft Game Studios. Em fevereiro de 2005, a Microsoft vendeu a série para a Ubisoft. A franquia se concentrou na jogabilidade no estilo de simulação para tentar replicar a autêntica jogabilidade de futebol da NFL. Ao longo da vida útil da franquia, críticas geralmente mistas levaram a franquia a ficar aquém de seu concorrente direto, a franquia Madden NFL. Muitos fãs da franquia vocalizaram que os jogos da NFL eram mais propensos a melhorar e inovar a cada ano no tempo em que havia competição com a série de jogos Madden NFL.

## Jogos
| Título         | Data de Lançamento     | Plataformas       |
| -------------- | ---------------------- | ----------------- |
| NFL Fever 2000 | 31 de agosto de 1999   | Microsoft Windows |
| NFL Fever 2002 | 15 de novembro de 2001 | Xbox              |
| NFL Fever 2003 | 6 de agosto de 2002    | Xbox              |
| NFL Fever 2004 | 27 de agosto de 2003   | Xbox              |

## Descontinuação
Ápos o lançamento da Microsoft de seus títulos esportivos profissionais de 2004, todos eles foram descontinuados, Incluindo NBA Inside Drive e NHL Rivals.

## Ligações Externas
- Série NFL Fever. no MobyGames.